# Willy-Brandt-Haus
Willy-Brandt-Haus er en bygning i bydelen Kreuzberg, på hjørnet af Stresemannstraße og Wilhelmstraße i den tyske hovedstad Berlin. Bygningen huser hovedkontoret for det tyske socialdemokratiske parti, SPD og har navn efter Willy Brandt, tidligere forbundskansler og overborgmester i Berlin.
Opførelse af en bygning til hovedkontoret blev et aktuelt spørgsmål efter 1991, da Berlin igen skulle være Tysklands hovedstad efter den tyske genforening. SPD havde indtil da som de øvrige vesttyske partier sit hovedkontor i Bonn. Udgangspunktet var et ønske om en adresse nær Lindenstraße 3 i Berlin-Kreuzberg, hvor SPD's hovedkontor lå mellem 1914 og 1933. Den tidligere bygning på grunden blev revet i 1962.
Willy-Brandt-Haus har et gulvareal på 3.225 m² og blev åbnet i 1996 efter en opførelsestid på to år. Bygningens arkitekt er Helge Bofinger.

## Eksterne Henvisninger
- Wikimedia Commons har flere filer relateret til Willy-Brandt-Haus
- Hjemmeside
- Turistinformation

52°30′0″N 13°23′18″Ø / 52.50000°N 13.38833°Ø